# Gare de Châteaulin-Embranchement
Gare de Châteaulin-Embranchement – przystanek kolejowy w Châteaulin, w departamencie Finistère, w regionie Bretania, we Francji.
Został otwarty w 1864 przez Compagnie du chemin de fer de Paris à Orléans (PO). Jest przystankiem kolejowym Société nationale des chemins de fer français (SNCF), obsługiwanym przez pociągi TER Bretagne kursujące między Brest i Quimper.

## Położenie
Znajduje się na wysokości 53 m n.p.m., na 715,235 km linii Savenay – Landerneau, pomiędzy stacjami Quimper i Pont-de-Buis.
Stacja posiadała również połączenie z siecią Réseau Breton (Linia kolejowa Carhaix – Camaret-sur-Mer) o metrowym rozstawie szyn.